# Championnat du Mozambique de football 2002
Navigation
Saison 2000-2001 Saison 2003
La saison 2002 du Championnat du Mozambique de football est la vingt-sixième édition du championnat de première division au Mozambique. Les douze meilleurs clubs du pays sont regroupés au sein d'une poule unique où ils s'affrontent deux fois, à domicile et à l'extérieur. En fin de saison, les trois derniers sont relégués et remplacés par les trois meilleurs clubs de deuxième division.
C'est le Clube Ferroviario de Maputo qui remporte le championnat cette saison après avoir terminé en tête du classement final, avec quatre points d'avance sur le CD Maxaquene et sept sur le double tenant du titre, CD Costa do Sol. C'est le sixième titre de champion du Mozambique de l'histoire du club.

## Les clubs participants
| - CD Costa do Sol - CD Maxaquene - Clube Ferroviario de Quelimane - Promu de D2 - Clube Ferroviario de Maputo - Chingale de Tete - Migração de Namacha - Promu de D2 | - Clube Ferroviario de Nampula - FC Lichinga - Promu de D2 - Clube Ferroviário da Beira - Textáfrica do Chimoio - Grupo Desportivo de Maputo - CD Matchedje |

## Compétition

### Classement
Le barème utilisé pour établir le classement est le suivant :
- Victoire : 3 points
- Match nul : 1 point
- Défaite, forfait ou abandon : 0 point

| Rang | Équipe                          | Pts | J  | G  | N  | P  | Bp | Bc | Diff |
| ---- | ------------------------------- | --- | -- | -- | -- | -- | -- | -- | ---- |
| 1    | Clube Ferroviário de Maputo     | 50  | 22 | 15 | 5  | 2  | 43 | 12 | +31  |
| 2    | CD Maxaquene                    | 46  | 22 | 14 | 4  | 4  | 44 | 10 | +34  |
| 3    | CD Costa do Sol'T'C             | 43  | 22 | 12 | 7  | 3  | 43 | 16 | +27  |
| 4    | Chingale de Tete                | 38  | 22 | 9  | 11 | 2  | 30 | 13 | +17  |
| 5    | Grupo Desportivo de Maputo      | 38  | 22 | 10 | 8  | 4  | 31 | 19 | +12  |
| 6    | Clube Ferroviário da Beira      | 34  | 22 | 9  | 7  | 6  | 30 | 28 | +2   |
| 7    | CD Matchedje                    | 26  | 22 | 7  | 5  | 10 | 27 | 37 | -10  |
| 8    | Clube Ferroviário de Nampula    | 23  | 22 | 5  | 8  | 9  | 14 | 20 | -6   |
| 9    | FC LichingaP                    | 22  | 22 | 6  | 4  | 12 | 23 | 46 | -23  |
| 10   | Clube Ferroviário de QuelimaneP | 21  | 22 | 4  | 9  | 9  | 16 | 34 | -18  |
| 11   | Textáfrica do Chimoio           | 15  | 22 | 3  | 6  | 13 | 15 | 39 | -24  |
| 12   | Migração de NamachaP            | 2   | 22 | 0  | 2  | 20 | 9  | 51 | -42  |

|  | Qualification pour la Ligue des champions de la CAF 2003                                        |
|  | Qualification pour la Coupe des Coupes 2003                                                     |
|  | Qualification pour la Coupe de la CAF 2003                                                      |
|  | Relégation directe en deuxième division                                                         |
|  | T : Tenant du titre C : Vainqueur de la Coupe du Mozambique P : Club promu de deuxième division |

## Bilan de la saison
| Championnat du Mozambique de football 2002                             |                                        |
| Champion                                                               | Clube Ferroviário de Maputo (6e titre) |
| Coupes et trophées                                                     |                                        |
| Vainqueur de la Coupe du Mozambique 2002                               | CD Costa do Sol                        |
| Qualifications continentales                                           |                                        |
| Ligue des champions de la CAF 2003                                     | Clube Ferroviário de Maputo            |
| Coupe des Coupes 2003                                                  | CD Costa do Sol                        |
| Coupe de la CAF 2003                                                   | CD Maxaquene                           |
| Promotions et relégations                                              |                                        |
| Promus en Moçambola                                                    | ECMEP Nampula                          |
| Promus en Moçambola                                                    | Wane Pone Inhassoro                    |
| Promus en Moçambola                                                    | GD Companhia Têxtil do Punguè          |
| Relégués en Championnat du Mozambique de football de deuxième division | Clube Ferroviário de Quelimane         |
| Relégués en Championnat du Mozambique de football de deuxième division | Textáfrica do Chimoio                  |
| Relégués en Championnat du Mozambique de football de deuxième division | Migração de Namacha                    |